# 东部方案
东部方案（Plan Wschód）是波方于1920和1930年代制定的军事行动计划，旨在應對可能发生的波苏战争。与西部方案不同的是，波方在整个战间期里一直都在筹备东部方案，波兰第二共和国政府一直将苏联视作最有可能挑起全面战争的敵人。